# NGC 5317
NGC 5317 (również NGC 5364, PGC 49555 lub UGC 8853) – galaktyka spiralna (Sbc/P), znajdująca się w gwiazdozbiorze Panny.
Odkrył ją William Herschel 2 lutego 1786 roku. 7 kwietnia 1828 roku obserwował ją John Herschel, jednak błędnie podał jej pozycję i w rezultacie skatalogował ją jako nowo odkryty obiekt. John Dreyer w swoim New General Catalogue skatalogował obserwację Williama Herschela jako NGC 5364, a Johna Herschela jako NGC 5317.